# Ebersmühle
Ebersmühle ist ein Gemeindeteil des Marktes Marktrodach im Landkreis Kronach (Oberfranken, Bayern).

## Geographie
Der Einöde liegt am rechten Ufer der Rodach. Ein Anliegerweg führt zur Bundesstraße 173 bei Unterrodach (0,4 km nördlich).

## Geschichte
Gegen Ende des 18. Jahrhunderts gehörte Ebersmühle zu Unterrodach. Das Hochgericht übte das Seniorat von Redwitz im begrenzten Umfang aus. Es hatte ggf. an das bambergische Centamt Kronach auszuliefern. Das Seniorat von Redwitz war zugleich Grundherr der Schneidmühle.
Mit dem Gemeindeedikt wurde Ebersmühle dem 1808 gebildeten Steuerdistrikt Unterrodach und der 1818 gebildeten Ruralgemeinde Unterrodach zugewiesen. Am 1. Mai 1978 wurde die Gemeinde Marktrodach gebildet, in die die ehemalige Gemeinde Unterrodach eingegliedert wurde.

### Einwohnerentwicklung
| Jahr      | 001818 | 001861 | 001871 | 001885 | 001900 | 001925 | 001950 | 001961 | 001970 | 001987 |
| Einwohner |        | 7      | 6      | 9      | 3      | 14     | 17     | 16     | 17     | 5      |
| Häuser    | 1      |        |        | 1      | 2      | 2      | 3      | 3      |        | 2      |
| Quelle    | [ 5 ]  | [ 7 ]  | [ 8 ]  | [ 9 ]  | [ 10 ] | [ 11 ] | [ 12 ] | [ 13 ] | [ 14 ] | [ 1 ]  |

## Religion
Der Ort ist evangelisch-lutherisch geprägt und war ursprünglich nach St. Andreas (Seibelsdorf) gepfarrt, seit der Gründung der Pfarrei St. Michael (Unterrodach) am 31. März 1804 sind die Lutheraner dorthin gepfarrt.